# Église de Kärsämäki
L’église de Kärsämäki (finnois : Kärsämäen kirkko) est une église en bois située à Kärsämäki dans la région d’Ostrobotnie du Nord en Finlande,.

## Description
L'église est conçue en 1828 par Carl Ludvig Engel dans un style néoclassique et construite en 1842 par Jaakko Kuorikoski,.
Le clocher est conçu par Ernst Bernhard Lohrmann est aussi érigé en 1842,.
Les orgues à 22 jeux sont fabriquées en 1984 par Hans Heinrich.